# ظبیه خمیس
ظَبْیَه خَمیس المُسلِمانی (۱۷ اوت ۱۹۵۸) شاعر، نویسنده و مترجم اماراتی است. در دانشگاه ایندیانا علوم سیاسی خواند. تحصیلات تکمیلی در رشتهٔ ادبیات عربی را در دانشگاه اکستر و دانشگاه لندن بین ۱۹۸۲–۱۹۸۷ و سپس در دانشگاه آمریکایی در قاهره میان ۱۹۹۲–۱۹۹۴ به پایان رساند. در سال ۱۹۸۹ به قاهره نقل مکان کرد تا در آنجا کار و زندگی کند. بین سال‌های ۱۹۹۲ تا ۲۰۱۰ در اتحادیهٔ کشورهای عربی کار می‌کرد. در طول حرفهٔ ادبی خود، شعر، رمان، ترجمه، مطالعات ادبی و مقالات بسیاری نوشته است. در سال ۱۹۸۱، اولین کتاب شعر او، «گامی بالای زمین» و اولین رمان او، «زندگی همان‌طور که هست» در سال ۲۰۱۱ منتشر شد.

## زندگی و پیشه
ظَبْیَه خَمیس المُسلِمانی در ۱۷ اوت ۱۹۵۸ در دبی، امارت دبی، امارات متصالح، به دنیا آمد. او در منطقهٔ جمیرا در خانهٔ «عوشه بنت خلیفه المر» (خالهٔ پدرش) به دنیا آمد. مادرش مَوزه بنت سعید بن مزینه نام داشت. ظبیه از دبی به دوحه نقل مکان کرد تا سال‌های اولیه کودکی خود را در آنجا سپری کند، سپس به ابوظبی برگشت و باقی دوران کودکی خود را در محلهٔ شیخ زاید در ابوظبی، گذراند. مادرش در تربیت و ایجاد استعداد شعری او نقش بسزایی داشت. خواندن را زودتر به او آموخت. نبوغ شعری او با اولین شعرهایش در دوازده سالگی به ثمر نشست. نخستین شعرش در آن زمان توسط روزنامهٔ الوثبه منتشر شد، شعری با عنوان «ناخدا». پس از اتمام تحصیلات ابتدایی و مقدماتی، ظبیه به مدرسهٔ متوسطه دخترانه ام عمار پیوست که در سال ۱۹۷۵ از آن با درجهٔ ممتاز فارغ‌التحصیل شد. زمانی که برای تکمیل تحصیلات دانشگاهی خود در ایالات متحده بورسیهٔ دولتی دریافت کرد، تحصیل علوم سیاسی و ادبیات عربی را با هم انتخاب کرد. در سال ۱۹۸۰ از دانشگاه ایندیانا در رشتهٔ علوم سیاسی فارغ‌التحصیل شد. پس از فارغ‌التحصیلی از دانشگاه ایندیانا، او به کشور خود بازگشت تا از سال ۱۹۸۰–۱۹۸۱ به عنوان معاون مدیر برنامه‌ریزی در ابوظبی خدمت کند. به زودی برای تکمیل تحصیلات تکمیلی خود به بریتانیا رفت و از سال ۱۹۸۲ تا ۱۹۸۷ در دانشگاه اکستر و سپس در دانشگاه لندن ثبت نام کرد.
در سال ۱۹۸۹ تصمیم گرفت به قاهره نقل مکان کند، در ساختمانی در منطقهٔ مهندسین جیزه اقامت گرفت. از سال ۱۹۹۲ تا ۲۰۱۰ در یک سمت دیپلماتیک در اتحادیهٔ کشورهای عربی کار کرد. همچنین بین سال‌های ۱۹۹۲ تا ۱۹۹۴ به عنوان دانشجوی کارشناسی ارشد در دانشگاه آمریکایی در قاهره تحصیل کرد.او به مدت دو سال در دهه ۱۹۸۰ به عنوان سرپرست برنامه‌های فرهنگی در تلویزیون دبی کار کرد. به روزنامه‌نگاری پرداخت و آثار خود را در مجلات متعددی مانند: «لأزمنة العربیة»، «أوراق»، و «المجلة» و روزنامهٔ «الوطن» به چاپ رساند. نخستین مجموعه شعر خود را با عنوان «گامی بالای زمین» در سال ۱۹۸۱ چاپ کرد. در سال ۲۰۰۹، جایزهٔ شخصیت فرهنگی سال را از طرف ادارهٔ فرهنگ در امارت عجمان گرفت.

## آثار
از جمله مجموعه‌های شعری او:
- خطوة فوق الأرض: دار الکلمه، بیروت، ۱۹۸۱.
- الثنائية: أنا المرأة كل الضلوع: دار الکامل، لندن، ۱۹۸۲.
- صبابات المهرة العمانية: المؤسسة العربیة، عُمان، ۱۹۸۵.
- قصائد حب: المؤسسة العربیة، عُمان، ۱۹۸۵.
- السلطان يرجم أمرأة حبلى بالبحر: ریاض الریس، لندن، ۱۹۸۸.
- انتحار هادئ جدا: مطبوعات الظبیة، قاهره، ۱۹۹۲.
- جنة الجنرالات: دار سعاد الصباح، قاهره، ۱۹۹۳.
- موت العائلة: دار الندیم، قاهره، ۱۹۹۳.
- القرمزي: مطبوعات الظبیة، قاهره، ۱۹۹۴.
- المشي في أحلام الرومانتيكية: عیون جدیدة، قاهره، ۱۹۹۵.
- تلف: مرکز الحضارة العربیة، قاهره، ۱۹۹۶.
- البحر، النجوم، العشب في كف واحدة: مرکز الحضارة العربیة، قاهره، ۱۹۹۷.
- خمرة حب عادي: میریت، قاهره، ۲۰۰۰.
- درجة حميمية: مجلس اعلای فرهنگ، قاهره، ۲۰۰۲.
- شغف: انجمن نویسندگان، شارجه، ۲۰۰۵.
- روح الشاعرة: مطبوعات الظبیة و نفرو، قاهره، ۲۰۰۵.
- حجر الطريق: ۲۰۱۲.
- الجمال العابر:
- روح في غيمة: ۲۰۲۳.

داستان:
- عروق الجير والحنة: المؤسسة العربیة، عُمان، ۱۹۸۵.
- خلخال السيدة العرجاء: دارالندیم، قاهره، ۱۹۹۰.
- ابتسامات ماكرة: دار الربیعان، کویت، ۱۹۹۵.
- الحياة كما هي، رمان، دارالآداب، بیروت، ۲۰۱۱.

کتاب‌های دیگر:
- الذات الأنثوية والإبداع: المدی، دمشق، ۱۹۹۷.
- صنم المرأة الشعري: المدی، دمشق، ۱۹۹۸.
- قفطان الذاكرة: المدی، دمشق، ۱۹۹۸.
- كتاب صاحبة الزمان: شرق وغرب وما بينهما: قراءة نقدية: اداره فرهنگ و اطلاعات، شارجه، ۲۰۰۷.
- منفى جامعة الدول العربية، بيوغرافيا ومذكرات: دار نجیب ریاض الریس للنشر، بیروت، ۲۰۱۳.
- على جناح الهوى، المرأة والإبداع: دار الصدی، دبی، ۲۰۱۴.
- مقهى الكلمات وحانة الذكريات: دار خطوط وظلال، امّان، ۲۰۲۴.

ترجمه‌ها:
- الشعرية الأوروبية وديكتاتورية الروح: دار الحوار، لاذقیه، ۱۹۹۲.
- الشعر الجديد: أنا وأصدقائي شعراء البارات، والمقاهي والسجون: الکتابة الأخری، قاهره، ۱۹۹۳.
- فيرونيكا تقرر أن تموت: از پائولو کوئلیو، دار الهلال، قاهره، ۱۹۹۹.
- طفل الفجر، غوتاما شوبرا: مطبوعات الظبیة و نفرو، قاهره، ۲۰۰۴.
- تعويذة الحسي: از دیوید آبرام، مجلس اعلای فرهنگ، قاهره، ۲۰۰۲.
- شانغهاي بيبي: از وی هیوی، الجمل، ۲۰۰۵.
- أسباب للانتماء: رانجیت هوسکوتی، مجلس وطنی ادبیات، دوحه، ۲۰۰۵.
- قرابين الغناء: ازتاگور، مرکز ملی ترجمه، قاهره، ۲۰۰۸.
- التعليم وقيمة الحياة: از جیدو کریشنامورتی، اداره فرهنگ و میراث ابوظبی، ۲۰۰۹.